# The Bar-Kays
The Bar-Kays is een Amerikaanse soul- en funkband, oorspronkelijk uit Memphis, Tennessee.

## Biografie

### Beginjaren
De band werd in 1966 opgericht en bestond oorspronkelijk uit James Alexander (bas), Ronnie Caldwell (orgel), Ben Cauley (trompet), Phalon Jones (saxofoon), Carl Cunningham (drums) en Jimmy Koning (gitaar). De naam van de band is afgeleid van de Barclay-rum. In 1967 kregen zij een contract bij Volt, een dochteronderneming van Stax Records. Al Jackson (de drummer van Booker T. & the M.G.'s) vond ze een goede band. Ze werden de tweede studioband van Stax Records en speelden onder andere samen met Sam & Dave en Otis Redding. Ze maakten hun eerste album, Soul Finger in eigen beheer. Het titelnummer van dat album werd wereldwijd een grote hit.

### Vliegtuigongeluk
De band begeleidde geregeld Redding en hij nodigde hen uit om mee te gaan met zijn tournee. Tijdens een vlucht op 10 december 1967 verongelukte het vliegtuig in de bevroren meren van Monono, in de buurt van Madison, Wisconsin. Iedereen kwam om het leven, behalve trompettist Ben Cauley, die de crash overleefde en de bassist James Alexander, die niet mee was met het vliegtuig, omdat hij wachtte op een huurauto.

### Tweede start
James Alexander en Ben Cauley begonnen samen met Allen Jones (de Stax Records-schrijver en producent die zou blijven werken met the Bar-Kays tot zijn vroegtijdige dood in de late jaren tachtig), Harvey Henderson (saxofoon), Ronnie Gordon (toetsen), Michael Toles (gitaar) en drummers Willie Hall en Roy Cunningham vormden wederom the Bar-Kays. Ze speelden samen met vele Stax Records-artiesten zoals Rufus Thomas, Albert King en The Staple Singers als studioband. Ze speelden ook met Isaac Hayes op zijn album Hot buttered Soul. Zelf maakten ze het album Gotta Groove. Hoewel de plaat veel op het eerste album leek qua muzieksoort werden de singles geen hits. Terneergeslagen verlieten Cunningham en Gordon de groep. Winston Stewart (toetsen) werd het nieuwe lid van de band.
In 1971 namen de Bar-Kays de eerste zanger van de groep aan, Larry Dobson. Het album Black Rock bevatte veel invloeden van rock en funk van Sly and the Family Stone en Funkadelic. In augustus 1972 namen ze deel aan het muziekfestival Wattstax. De band werd als gevolg van hun optreden aldaar weer gewaardeerd door het publiek. Kort na het inspelen van de soundtrack Shaft van Isaac Hayes, verlieten Cauley en Toles de band en werden ze vervangen door Scoop Allen (trompet) en Vernon Burch (gitaar). In 1973 kwamen Lloyd Smith (gitaar), Michael Beard (drums) en Frank Thompson (trombone) de band versterken.
De band werd funkyer en had een kleine hit met Copy Cat dat geïnspireerd was door Foxy Lady van Jimi Hendrix. Stax Records ging in 1975 echter failliet en de band moest een nieuw platenmaatschappij zoeken.

### De jaren van de hits
In 1976 tekenden ze een contract bij platenmaatschappij Mercury en begon de commercieel meest productieve fase van hun loopbaan. Het album Too Hot to Stop werd een hit met de hitsingle Shake Your Rump to the Funk. Ze mochten in het voorprogramma spelen van George Clintons P-Funk machine tijdens een uitgebreide tournee en daardoor kregen ze weer groot succes. Met Follow-up Flying High on Your Love uit 1977 scoorden ze hun eerste gouden plaat. Sherman Guy (drums) en Mark Bynum (toetsen) kwamen bij de band. Ook werden oude opnames van Stax Records opnieuw uitgegeven. Daarna kwamen er meer hitalbums; Injoy (1979), met de hitsingle Move your Boogie Body, As One (1980), Nightcruising (1981). Dit laatst genoemde album bevatte twee hits; Hit and Run en Freaky Behaviour. In 1982 kwamen het album Propositions en de single She talks to me with her body uit. Alle albums werden goud, behalve As One.
In 1983 verlieten Guy en Allen de groep. In 1984 kwam Dangerous uit. Freakshow on the Dancefloor werd platina. Dirty Dancer bevatte een paar invloeden van Michael Jacksons Billy Jean. Daarna kwam Sex-O-Matic.

### Het uiteenvallen van de band
De tijd veranderde qua muziek en Mercury vond de Bar-Kays niet meer interessant, het ging weer bergafwaarts met de hits en sommige leden van de band wilden solo gaan. Op 5 mei 1985 stierf Allen Jones aan een hartaanval; de man die de band bij elkaar kon houden doordat hij alles deed voor de groep, van de productie tot de kleding.
In 1987 kwam Contagious nog uit. Dit album werd uitgebracht door een kleine selectie van de Bar-Kays; zanger Dodson, saxofonist Henderson en toetsenist Stewart. Gitarist Smith was officieel geen lid meer van de band, maar hij werd afgebeeld op de mouw, die op de albumhoes stond. Thompson (trombone) en Bynum (toetsen) werden vermeld als vrienden op het album. Certified True werd nog een top tien-hit. Een meerderheid van de tracks was geproduceerd door Allen Jones, voordat hij stierf, maar de twee singles; Certified True en Not Hang Up waren de resultaten van de sessies met producent RJ "de Wiz" (Ralph James Rice). Animal uit 1989 was het laatste album dat werd uitgebracht in een grote samenstelling. Struck by you werd als single uitgebracht, maar Just Like A Teeter-Totter is opvallender, omdat dit nummer mede werd geschreven en geproduceerd door Sly Stone en James Mtume.
Het contract met Mercury was ondertussen afgelopen. Zonder een platencontract waren de leden Henderson, Dodson en Stewart druk bezig via het livecircuit. In de jaren negentig was het nog te vroeg voor old school en Henderson en Stewart stopten ermee in 1993.
Dodson en Alexander gingen na een korte pauze samenwerken. Bij Zoo Records kregen ze een contract en Put a little nasty on it kwam uit. Daarna gingen ze naar Basix Records; een onafhankelijke platenmaatschappij in Memphis. In 1994 kwam het album 48 Hours uit, waarvan de singles Slide en Bar-Kays Mega Mix werden getrokken. Oude en nieuwe fans (her-)ontdekten de band. In 1996 kwam Everybody wants that love en een Best of-cd, en in 1998 kwam er een Greatest hits uit.
Thompson zou een jazz-cd uitbrengen in de lente van 2003. Stewart zou zijn tweelingzonen begeleiden in hun band. Smith had een studio in Philadelphia en speelde in de band van zijn vader mee. Henderson was accountmanager geworden. Guy speelde in een zanggroep en was eigenaar van een aannemersbedrijf. Bynum had een studio in Memphis. Beard speelde in een lokaal bandje van Columbus, Ohio. Allen woonde in Albuquerque, New Mexico, deed concertpromoties en was manager in een K-Mart.
In 2007 kwam House Party uit, een album met oude nummers en zes nieuwe nummers. Dit album werd door drie leden van de band gemaakt: Dodson, Alexander en Stewart.
In 2013 werd de band opgenomen in de Memphis Music Hall of Fame. In 2015 stierf Ben Cauley in Memphis op 67-jarige leeftijd.

## Discografie

### Albums
| Album met eventuele hitnotering(en) in de Nederlandse Album Top 100 | Datum van verschijnen | Datum van binnenkomst | Hoogste positie | Aantal weken | Opmerkingen   |
| ------------------------------------------------------------------- | --------------------- | --------------------- | --------------- | ------------ | ------------- |
| Soul Finger                                                         | 1967                  | -                     |                 |              |               |
| Gotta Groove                                                        | 1969                  | -                     |                 |              |               |
| Black rock                                                          | 1971                  | -                     |                 |              |               |
| Do You See What I See?                                              | 1973                  | -                     |                 |              |               |
| Cold Blooded                                                        | 1974                  | -                     |                 |              |               |
| Too Hot To Stop                                                     | 1976                  | -                     |                 |              |               |
| Flying High On Your Love                                            | 1978                  | -                     |                 |              |               |
| Money Talks                                                         | 1978                  | -                     |                 |              |               |
| Light of Life                                                       | 1978                  | -                     |                 |              |               |
| Injoy                                                               | 1979                  | -                     |                 |              |               |
| As One                                                              | 1980                  | -                     |                 |              |               |
| Nightcruising                                                       | 1981                  | -                     |                 |              |               |
| Propositions                                                        | 1982                  | -                     |                 |              |               |
| Dangerous                                                           | 1984                  | -                     |                 |              |               |
| Banging the Wall                                                    | 1985                  | -                     |                 |              |               |
| Contagious                                                          | 1987                  | -                     |                 |              |               |
| Animal                                                              | 1989                  | -                     |                 |              |               |
| 48 Hours                                                            | 1994                  | -                     |                 |              |               |
| Best of Bar-Kays                                                    | 1996                  | -                     |                 |              | Verzamelalbum |
| House Party                                                         | 2007                  | -                     |                 |              |               |
| R&B Soul                                                            | 2007                  | -                     |                 |              | Livealbum     |

### Singles
| Single met eventuele hitnotering(en) in de Nederlandse Top 40 | Datum van verschijnen | Datum van binnenkomst | Hoogste positie | Aantal weken | Opmerkingen                 |
| ------------------------------------------------------------- | --------------------- | --------------------- | --------------- | ------------ | --------------------------- |
| Soul Finger                                                   | 1967                  | 09-09-1967            | 11              | 10           | Nr. 8 in de Single Top 100  |
| Sex-o-Matic                                                   | 1984                  | 01-12-1984            | tip6            | -            | Nr. 46 in de Single Top 100 |

### NPO Radio 2 Top 2000
Van Bar-Kays stond alleen Soul finger in 1999 in de NPO Radio 2 Top 2000, op plek 1958.